# Mount Macalester
Mount Macalester är ett berg i Antarktis. Det ligger i Västantarktis. Chile gör anspråk på området. Toppen på Mount Macalester är 2 430 meter över havet, eller 201 meter över den omgivande terrängen. Bredden vid basen är 3,2 km.
Terrängen runt Mount Macalester är huvudsakligen bergig. Trakten är obefolkad. Det finns inga samhällen i närheten.